# Simone de Beauvoir

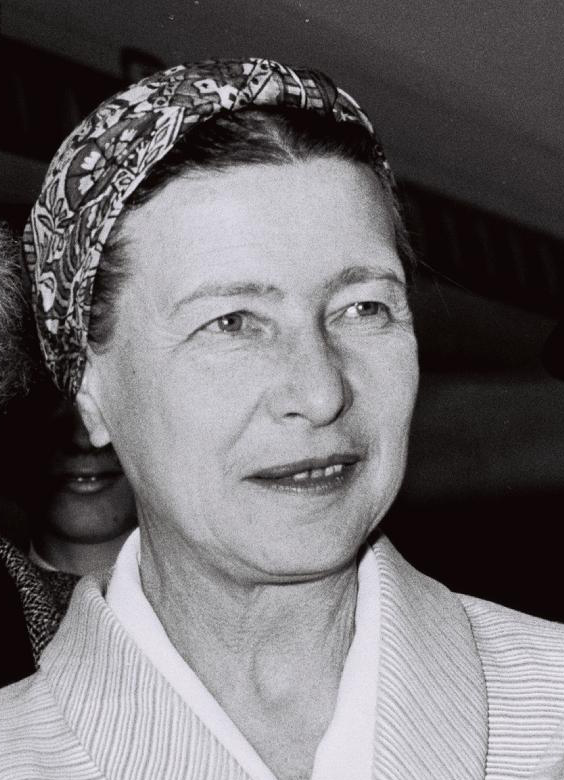
Simone de Beauvoir

Simone Lucie Ernestine Marie Bertrand de Beauvoir [siˈmɔn də boˈvwaʁ] (* 9. Januar 1908 in Paris; † 14. April 1986 ebenda) war eine französische Schriftstellerin, Philosophin und Feministin. Sie engagierte sich immer wieder politisch und verfasste zahlreiche Romane, Erzählungen, Essays und Memoiren. De Beauvoir gilt als Vertreterin des Existentialismus. Mit ihren beiden existentialistischen Romanen L’Invitée (1943; deutsch: Sie kam und blieb) und Le Sang des autres (1945), 1984 von Claude Chabrol als Das Blut der Anderen verfilmt, erlangte Simone de Beauvoir Anerkennung als Schriftstellerin. Der Welterfolg Das andere Geschlecht (1949) gilt als ein Meilenstein der feministischen Literatur und machte sie zu einer der bekanntesten Intellektuellen Frankreichs. Auch ihre Essays gelten als wichtige Beiträge zu den jeweiligen Fachgebieten. Ihr langjähriger Partner war Jean-Paul Sartre.

## Leben und Wirken

### Herkunft, Kindheit und Jugend
Simone de Beauvoir wurde als ältere von zwei Töchtern des Ehepaares Georges und Françoise Bertrand de Beauvoir in Paris, Boulevard du Montparnasse 103, geboren. Ihr Urgroßvater, François Bertrand, war ein höherer Amtsträger in der Finanzverwaltung der Normandie gewesen, hatte reich geheiratet, das Landgut Meyrignac im Limousin gekauft und sich den adelig klingenden Namenszusatz „de Beauvoir“ zugelegt. Simone de Beauvoirs Großvater, der ebenfalls eine reiche Bürgerstochter ehelichte, zog nach Paris und bekleidete dort höhere und schließlich hohe Posten in der Stadtverwaltung, ehe er sich in fortgeschrittenem Alter auf Meyrignac zurückzog. Simone de Beauvoirs Vater studierte Jura, da das Landgut seinem älteren Bruder zufallen sollte, und arbeitete als Anwalt in einer renommierten Kanzlei, doch ohne Ehrgeiz, denn er konnte auskömmlich von dem ihm ausgezahlten Erbteil leben. Sein eigentliches Interesse galt der Literatur und dem Theater. Als junger Mann rezitierte er Gedichte in den bürgerlichen und adligen Salons, die sich ihm öffneten, und engagierte sich in privaten Theatergruppen. Als er 30 Jahre alt wurde, ließ er sich mit der 20-jährigen Tochter des Privatbankiers Brasseur aus Verdun bekannt machen und heiratete sie schließlich aus Zuneigung, nachdem ihn anfangs vor allem die Aussicht auf eine gute Mitgift angetrieben hatte, während er bereit war, seinen adeligen Namen in die Ehe einzubringen. Gemäß seiner Herkunft und seinem Milieu war er Konservativer und Nationalist. In religiöser Hinsicht war er, wie viele gebildete Männer seines Standes, Agnostiker, doch hielt er es für selbstverständlich, dass seine Frau sehr streng römisch-katholisch war und die Töchter fromm erzog. Simone de Beauvoir führte später ihre Entwicklung zu einer Intellektuellen nicht zuletzt darauf zurück, dass sie schon als Kind lernen musste, sich in divergenten geistigen Welten zu bewegen.
Zusammen mit ihrer zweieinhalb Jahre jüngeren Schwester Hélène besuchte Simone bereits mit fünfeinhalb Jahren ein katholisches Mädcheninstitut, den Cours Désir in der Rue Jacob in Paris. Sie war eine gute Schülerin, las sehr viel und schrieb gern. Die Ferienaufenthalte auf den Landgütern des Großvaters sowie der Schwester ihres Vaters, die einen Landadeligen geheiratet hatte, waren für sie Zeiten der Freiheit und des Kontakts mit der Natur.
De Beauvoir wurde bereits in jungem Alter mit Entbehrungen konfrontiert, die der Erste Weltkrieg den Franzosen abverlangte. Ihre Eltern verarmten bei Kriegsende. Das lag zum einen daran, dass ihr Großvater, Brasseur, sein Vermögen verlor und die Mitgift nicht weiter abzahlen konnte. Zum anderen ging das Vermögen ihres Vaters, das weitgehend in russischen Wertpapieren angelegt war, durch die Oktoberrevolution 1917 verloren oder wurde durch die Inflation dezimiert. Nach dem Krieg musste sich ihr Vater mit mäßig bezahlten unsicheren Anstellungen begnügen, sodass die Familie in eine kostengünstigere Wohnung umzog. Da ihm klar war, dass er den Töchtern keine angemessene Mitgift geben konnte, bereitete er sie, wenn auch widerwillig, durch eine gute Ausbildung darauf vor, eventuell ledig bleiben und berufstätig werden zu müssen. Diese Aussichten schienen Simone gelegen zu kommen: anfangs, weil sie daran dachte, Nonne zu werden, und später, weil ihr Idealbild von sich das einer ständig Lernenden und etwas Erschaffenden war und nicht das einer Hausfrau und Mutter.
Neben dem engen Verhältnis zu ihrer Schwester war ihr (ungefähr zwischen dem zehnten und zwanzigsten Lebensjahr) die Freundschaft mit einer anfangs bewunderten Klassenkameradin aus reicher Familie, Elisabeth Lacoin (in ihrer Autobiografie Elisabeth Mabille oder Zaza genannt), wichtig. Allerdings wagte sie nicht, diese einzuweihen, als sie im Alter von 14 Jahren ihren bis dahin tiefen Glauben verlor. Vielmehr spiegelte sie ihrer Umgebung jahrelang weiterhin Frömmigkeit vor. Tatsächlich war ihre Mutter entsetzt, als sie schließlich die Wahrheit erfuhr, und auch ihr Vater war enttäuscht, da sich in seinen Augen Atheismus für ein wohlerzogenes junges Mädchen nicht schickte. In ihrer katholischen Schule wurde sie ebenfalls durchschaut und als Opfer des Teufels betrachtet, als sie sich zwischen dem ersten und dem zweiten Teil des Baccalaureats (Abiturs), das sie vor einer Kommission in der Sorbonne ablegte, entschloss, das Lehramt im Fach Philosophie an staatlichen, also laizistischen Gymnasien anzustreben.
Für das letzte Schuljahr (1926/1927) hatte sie Mathematik und Philosophie als Leistungsfächer gewählt. Letztere führte sie am privaten Institut Sainte-Marie weiter, besuchte aber auch Vorlesungen im Fach Literatur (lettres) an der Pariser Universität (Sorbonne). Um sich etwas Freiheit vom strengen Regiment ihrer Mutter zu verschaffen, war sie in einem katholischen Bildungs- und Wohltätigkeitsverein aktiv. Daneben lernte sie diverse junge Intellektuelle kennen und begann einen Roman zu schreiben. Erste Beziehungen fallen in diese Zeit: Sie unterhielt ein frustrierend wechselhaftes, keusches Verhältnis zu einem Cousin, den sie zu heiraten gedachte, bis er sich hinter ihrem Rücken – inzwischen allerdings fast zu ihrer Erleichterung – mit einem Mädchen mit Mitgift verlobte. Ein Lehrauftrag für Psychologie, den ihr ihre Philosophiedozentin im Sainte-Anne verschafft hatte, brachte ihr erste Erfahrungen als Lehrerin und einen kleinen Verdienst, den sie unter anderem dazu nutzte, heimlich Bars zu frequentieren.
Insgesamt durchlebte sie die Adoleszenz – so zumindest ihre Erinnerung – als eine Zeit vieler innerer Konflikte und depressiver Phasen, vor allem weil sie fühlte, dass sie die Erwartungen ihrer Umgebung enttäuschte, indem sie sich sträubte, die Rolle eines anständigen bürgerlichen Mädchens zu verinnerlichen, einer „jeune fille rangée“, wie sie sich ironisch im Titel des ersten Bandes ihrer Memoiren nennt. Immerhin gaben ihr ihre stets vorzüglichen Schul- und Prüfungsleistungen einen gewissen Halt, denn sie sah, dass sowohl ihre Eltern als auch die frommen Lehrerinnen sich mit ihren Erfolgen schmückten.

### Beginn des Berufslebens

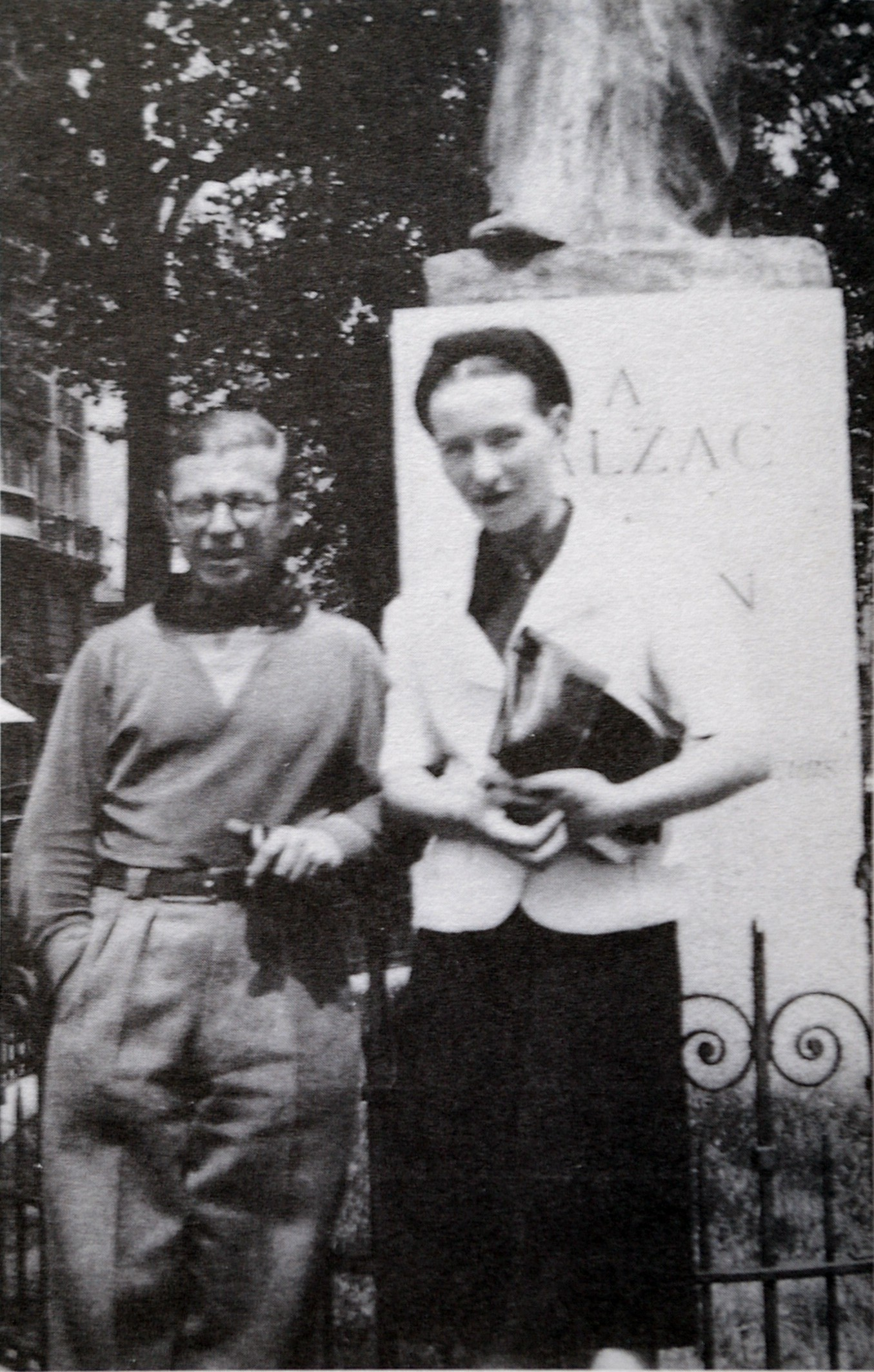
Jean-Paul Sartre und Simone de Beauvoir am Denkmal von Balzac

Nachdem sie 1928, wiederum an der Sorbonne, mit bestem Ergebnis die Licence erworben hatte, begann sie mit gestärktem Selbstbewusstsein die Agrégation, die Rekrutierungsprüfung für Gymnasiallehrer, vorzubereiten. Hierzu besuchte sie die dafür angebotenen Kurse an der Sorbonne, aber auch an der École normale supérieure, der Elitehochschule für die Lehramtsfächer. Zugleich schrieb sie an der Sorbonne eine Diplomarbeit über Leibniz im Fach Philosophie. Nebenher knüpfte und unterhielt sie, inzwischen meistens mit sich selbst im Reinen, freundschaftliche Beziehungen mit jungen Leuten in ihrem nun überwiegend intellektuellen Umfeld, darunter mehreren Normaliens (Studenten der École Normale Supérieure). Dabei kam sie mit einem Studienfreund Jean-Paul Sartres näher in Kontakt und über ihn schließlich mit Sartre selbst, den sie vom Hörensagen kannte und dem auch sie bereits ein Begriff war. Gemeinsam bereiteten sie sich nun auf die Agrégation vor, an der er im Jahr zuvor gescheitert war.
Nach Erlangen der Agrégation, bei der de Beauvoir hinter Sartre die Rangzweite unter 13 angenommenen Kandidaten war, suchte sie vergeblich eine Stelle in Paris. Daher verzichtete sie, sofort in den Schuldienst einzutreten, und begnügte sich mit Lehraufträgen an Pariser Gymnasien und dem Erteilen von Nachhilfestunden. Sie zog zu Hause aus, mietete ein möbliertes Zimmer bei ihrer Großmutter und genoss ihre Unabhängigkeit. Dies tat sie zusammen mit Sartre, den sie nun fast täglich traf und mit dem sie derart harmonierte, dass sie zustimmte, mit ihm ein „Pachtverhältnis“ (bail) für zunächst zwei Jahre einzugehen, in denen ihre Beziehung eine „notwendige“ sein sollte, die allerdings „zufällige“ weitere Beziehungen nicht ausschließen sollte. Über die sexuellen Aspekte ihres Verhältnisses zu Sartre schwieg de Beauvoir, doch gilt als sicher, dass sie sich nicht mit einer rein intellektuellen Symbiose begnügten.
Viele bisherige Freundschaften gab de Beauvoir nun weitgehend zugunsten der Freunde Sartres auf, darunter Raymond Aron und Paul Nizan. Dass Sartre schon im November zu 18 Monaten Wehrdienst eingezogen wurde, ließ sich verschmerzen, weil sie ihn häufig in Paris oder an seinem Dienstort nahe Tours treffen konnte.
Eher aus Pflichtbewusstsein begann sie einen weiteren Roman zu schreiben, doch ihr abwechslungsreiches Leben ließ ihr nicht die nötige Muße. Nach zwei Jahren, die reich an Lektüren, Diskussionen und Erfahrungen aller Art waren, darunter eine erste Auslandsreise nach Spanien, trat sie im Herbst 1931 ihren Dienst als Philosophielehrerin in Marseille an. Sartre arbeitete nach dem Wehrdienst seit Sommer 1931 in Le Havre. Da es für Ehepaare im öffentlichen Dienst die Möglichkeit gab, in räumlicher Nähe zueinander beschäftigt zu werden, bot Sartre de Beauvoir die Heirat an, die sie jedoch ablehnte.
Marseille empfand de Beauvoir als Exil, wo sie zwar ihre Rolle als Lehrerin ernst nahm, sich für ihre Schule und die Kollegen aber kaum interessierte, sondern ihre überschüssige Energie für lange Wanderungen in der Umgebung verwendete. Schon im Folgejahr wurde sie nach Rouen versetzt, also in die Nachbarschaft Sartres. 1936 konnte sie nach Paris zurückkehren, um am Lycée Molière und später am Lycée Camille Sée zu unterrichten. Auch Sartre schaffte es 1937, über Etappen in Le Havre und Laon nach Paris zurückzukehren, das ihr gemeinsamer Lebensmittelpunkt geblieben war.
Während de Beauvoir am Lycée Molière unterrichtete, unterhielt sie eine kurze sexuelle Beziehung mit der 16-jährigen Schülerin Bianca Lamblin, die auch mit Sartre intim wurde.
Die erste von Simone de Beauvoir eingereichte Erzählung Quand prime le spirituel (Marcel, Lisa, Chantal) wurde von zwei Verlagen abgelehnt.

#### Nationaler Schriftstellerbund
Nach dem Hitler-Stalin-Pakt waren viele und vor allem die kommunistischen Intellektuellen wie gelähmt. Nachdem Hitler die Sowjetunion überfallen hatte, gab Stalin 1942 bekannt, dass „dies der Beginn des großen Feldzugs sei, der den Feind von sowjetischem Boden vertreiben würde“. Die französische Presse, die von den deutschen nationalsozialistischen Besatzungsbehörden kontrolliert wurde, wechselte ihre Taktik und beschwor nun ihre Leser, Europa „vor der bolschewistischen Gefahr zu retten“, statt sie wie bisher aufzufordern, für die Schaffung eines „neuen Europas“ einzutreten.
Der Widerstand organisierte sich zunehmend, und zahlreiche Intellektuelle schlossen sich den Ideen Sartres an. Mitglieder der kommunistischen Intelligenz forderten ihn auf, dem nationalen Schriftstellerbund (CNE) beizutreten. De Beauvoir war nicht zugelassen, da von ihr noch kein Roman erschienen war. Als im Jahre 1943 ein Mitglied des CNE verhaftet wurde, mussten Sartre und de Beauvoir die Stadt verlassen. De Beauvoirs erster Roman wurde im Jahre 1943 unter dem Titel L’invitée (Sie kam und blieb) veröffentlicht. Im gleichen Jahr entließ man sie aus dem Schuldienst, und sie wurde Programmgestalterin bei Radio Nationale. Im darauf folgenden Jahr veröffentlichte sie ihre philosophischen Essays Pyrrhus et Cinéas (Pyrrhus und Cineas). Den Durchbruch als Schriftstellerin schaffte Simone de Beauvoir mit ihren beiden existentialistischen Romanen L’invitée (Sie kam und blieb, 1943) und Le Sang des autres (Das Blut der Anderen, 1945).

#### „Socialisme et Liberté“
Als der Faschismus überall Triumphe feierte und Deutschland Europa von Norwegen bis zum Mittelmeer, vom Atlantik bis ans Schwarze Meer in seine Gewalt gebracht hatte, besetzte die Sowjetunion die baltischen Staaten und plante, mit Japan einen Nichtangriffspakt zu schließen. Zur selben Zeit trat in den USA Franklin D. Roosevelt seine dritte Amtsperiode an. In Frankreich erklärten sich Marschall Pétain und sein Premierminister Pierre Laval nicht nur zur Zurückhaltung bereit, sondern imitierten den deutschen Nationalsozialismus in der Hoffnung, Frankreich werde von den deutschen Machthabern mit Nachsicht behandelt. Kollaborateure, die sich selbst oft als Realisten bezeichneten, traten inzwischen offen auf und gewannen immer mehr politisches Gewicht. Zu dieser Zeit organisierten Sartre und de Beauvoir eine Widerstandsgruppe. Die erste Sitzung fand in Simone de Beauvoirs Zimmer statt. Anwesend waren Merleau-Ponty, Pierre Bost, Dominique Desanti. Bald kooperierten sie mit der Widerstandsgruppe von Alfred Péron, die mit den Partisanen General Charles de Gaulles sympathisierten. Die Grundziele des Programms ließen sich mit dem Namen ihrer Bewegung, Socialisme et Liberté („Sozialismus und Freiheit“), ausdrücken. Als Sartre und de Beauvoir mit André Gide und André Malraux zusammenzuarbeiten versuchten, wurde diese Bewegung stillschweigend aufgegeben.

### „Café de Flore“

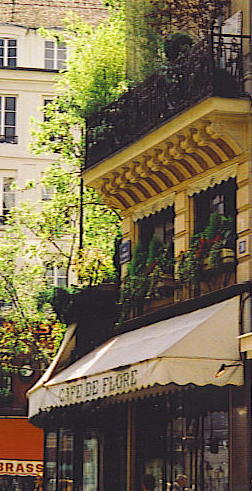
„Café de Flore“ in Paris

De Beauvoir war regelmäßig Gast des „Café de Flore“ im Pariser Stadtteil Saint-Germain-des-Prés. Dort arbeitete sie, verabredete sich mit Freunden wie Fernando Gerassi und traf hier 1943 auch Albert Camus, nachdem sie dessen Roman Der Fremde gelesen hatte. Camus arbeitete damals bei Gallimard. Er war in Untergrundaktivitäten verwickelt und an Gestaltung, Druck und Verteilung der Untergrundzeitung Combat  beteiligt. Kurz vor der Befreiung von Paris übernahmen Camus und seine Leute die Druckereien und die Büros der Kollaborateurpresse, und auf den Straßen begann der erste offene Verkauf des Combat und der Libération. Eines Abends stellten Luise und Michel Leiris im Café de Flore de Beauvoir auch Dora Maar und Pablo Picasso vor, der gerade ein kleines Schauspiel geschrieben hatte, das sie öffentlich in verteilten Rollen vorlasen. An diesen Abenden lernte de Beauvoir den Psychiater Jacques Lacan und seine Freundin Sylvia Bataille, eine Schauspielerin, kennen und traf zum ersten Mal mit Lucienne und Armand Salacrou zusammen. Zu ihrem Kreis gehörte auch Jean Genet.
1945 reiste de Beauvoir nach Portugal und schrieb danach im Combat. Im selben Jahr lernten Sartre und de Beauvoir Alexandre Astruc über Raymond Queneau kennen. Ebenfalls 1945 kam es zur Uraufführung ihres Theaterstücks Les bouches inutiles (Die unnützen Mäuler), und es erschienen die ersten Ausgaben der Temps Modernes und der Roman Tous les hommes sont mortels (Alle Menschen sind sterblich).

### „Les Temps Modernes“
Im Jahre 1945 schlossen de Beauvoir und Sartre die erste Ausgabe von Les Temps Modernes ab. Die Redaktion setzte sich aus Simone de Beauvoir, Michel Leiris, Maurice Merleau-Ponty, Albert Olivier, Jean Paulhan und Jean-Paul Sartre zusammen. In der Zeitschrift wurden drei Kapitel des Buches Das andere Geschlecht und 1947 ein Tagebuch de Beauvoirs publiziert, das später unter dem Titel Amerika-Tag und Nacht erschien.

### Reise in die USA
1946 lernte Simone de Beauvoir Philippe Soupault im Café de Flore kennen, einen Freund André Bretons, der damals in der Kulturabteilung des Außenministeriums arbeitete. Er verschaffte ihr 1947 eine Vortragsreise in die USA, wo sie den amerikanischen Schriftsteller Nelson Algren kennenlernte. Über diese Erinnerungen schrieb sie das Tagebuch in Les Temps Modernes, in dem sie den materiellen Überfluss in den USA kritisierte. Zwischen 1947 und 1952 führte de Beauvoir eine Liebesbeziehung mit Algren.

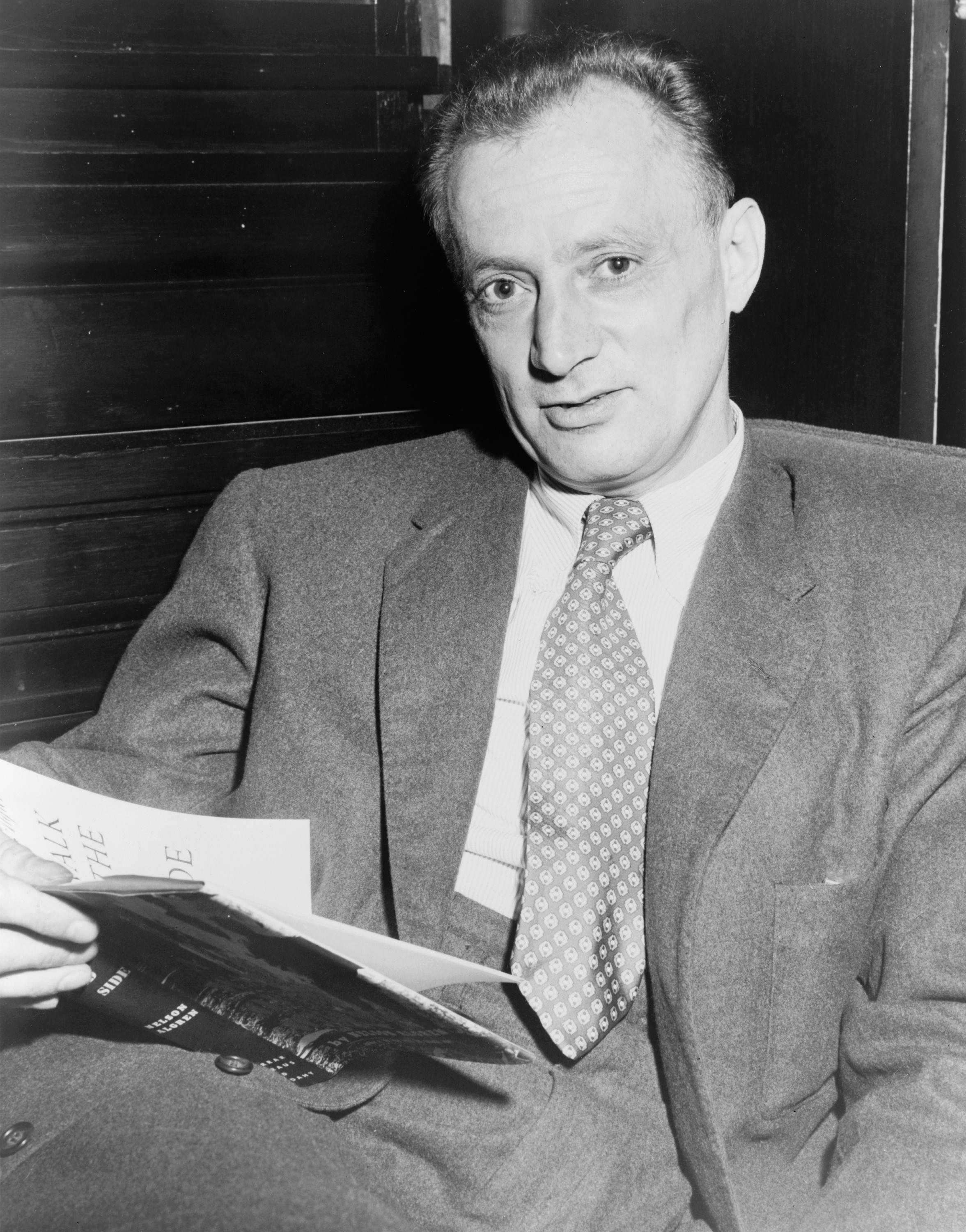
Nelson Algren, 1956

In New York, wo sie bereits mit Stépha und Fernando Gerassi bekannt war, lernte sie Ellen und Richard Wright, Dwight MacDonald und Mary McCarthy kennen.
Nach drei Wochen in New York fuhr sie nach Washington und weiter nach Georgia und Ohio, wo sie integrierte und koedukative Hochschulen besuchte. Sie reiste dann weiter nach Detroit, Pittsburgh, St. Louis und Chicago, wo sie Algren traf. Anschließend fuhr sie nach Kalifornien und hielt an der Universität von Kalifornien und in Berkeley Vorträge. Außerdem konnte sie Henriette Nizan wiedersehen. In Los Angeles und San Francisco traf sie William Wyler und Darius Milhaud. De Beauvoir verbrachte einen Monat in New Mexico und reiste wieder nach New York. Dort traf sie Miró und Carlo Levi. Vor ihrer Rückreise nach Frankreich verbrachte sie die verbleibende Zeit mit Algren in New York.
Nach dieser USA-Reise veröffentlichte sie ihren Essay Pour une morale de l’ambiguité (Für eine Moral der Doppelsinnigkeit). Im darauf folgenden Jahr erschien ihr Reisetagebuch unter dem Titel L’Amerique au jour le jour (Amerika – Tag und Nacht). 1947 flog sie noch einmal nach Chicago, um Algren wiederzusehen.

### 1947–1956
1947 reisten de Beauvoir und Sartre nach Skandinavien, über Kopenhagen und Stockholm weiter nach Norden bis dicht an den Polarkreis. Von dort setzten sie ihre Reise mit dem Schiff fort und gelangten schließlich in ein kleines Sápmidorf.
Im Februar 1948 fuhr sie mit Sartre nach Berlin und beide nahmen an der Premiere von Die Fliegen teil. Im Mai desselben Jahres begrüßte de Beauvoir die Gründung des Staates Israel; kurz zuvor hatte Sartre einen Artikel geschrieben, in dem er die Gründung eines jüdischen Staates gefordert hatte, der von der UNO militärisch geschützt werden sollte.
Ihr Welterfolg Das andere Geschlecht erschien 1949 (deutsch 1951) und machte sie zur bekanntesten Intellektuellen Frankreichs. Sie wurde von Regierungen eingeladen und reiste durch ganz Europa, nach Nord-, Mittel- und Südamerika, in den Nahen und Fernen Osten, in die UdSSR und nach China. Über ihre Reiseerfahrungen schrieb sie in Reportagen und Tagebüchern.
Bevor de Beauvoir nach Chicago flog, um zwei weitere Monate mit Algren zu verbringen, entschloss sie sich 1950 zu einem gemeinsamen Urlaub mit Sartre. Michel Leiris schlug ihnen vor, nach Afrika zu fahren – zunächst nach Algerien und von dort weiter bis nach Äquatorialafrika.
Als de Beauvoir aus Chicago nach Paris zurückkehrte, war die Kriegshysterie auf ihrem Höhepunkt, und Camus riet Sartre zu emigrieren, da er fürchtete, die Russen könnten Frankreich besetzen.

In diesem Haus in der Rue Victor Schoelcher Nr. 11 bis im Pariser Quartier Montparnasse lebte Simone de Beauvoir von 1955 bis 1986

1951 reiste de Beauvoir mit Sartre nach Norwegen, Island und England; damals zeigte sie Sartre die erste Version ihres Romans Die Mandarins von Paris.
Von 1952 bis 1958 war de Beauvoir mit dem späteren Filmemacher Claude Lanzmann zusammen. Lanzmann sagte in einem Interview im Januar 2009: „Und mit Simone de Beauvoir lebte ich sieben Jahre zusammen. Ich war der einzige Mann, mit dem sie je eine Wohnung teilte.“
Seit dem Sommer 1953 lebte de Beauvoir den Sommer über in Rom und nur noch die Hälfte des Jahres in Paris.
Im Oktober 1954 erhielt sie den renommierten Prix Goncourt für ihren Roman Les Mandarins (Die Mandarins von Paris). Nach den Reisen veröffentlichte sie im Jahre 1955 die Aufsatzsammlung Privilèges (in Deutschland verteilt auf die Aufsatzsammlungen Soll man de Sade verbrennen? und Auge um Auge). Ende des Jahres begann der Konflikt, der zum Algerienkrieg führen sollte.
Der Ungarn-Aufstand 1956 fiel mit der militärischen Intervention Großbritanniens und Frankreichs in Ägypten zusammen. Die Suez-Krise drängte die Ungarn-Frage in den Hintergrund. Gemeinsam mit anderen nichtkommunistischen Mitgliedern der Friedensbewegung setzten de Beauvoir und Sartre eine Resolution durch, die den Abzug der sowjetischen Truppen aus Ungarn forderte.

### Algerienkrieg
1956 wurde der Besitz Algeriens zu einer Frage der nationalen Ehre hochstilisiert. Es gab Proteste. Man organisierte Treffen, Demonstrationen und Streiks. Die Abfahrt von Truppentransporten wurde durch Straßensperren behindert. Zwei Jahre danach war de Gaulle 1958 wieder an die Macht gekommen. Im Mai 1958 hatte die demoralisierte und aufsässige Armee gedroht, Algerien sich selbst zu überlassen. Durch die Volksabstimmung hatte de Gaulle seine V. Republik abgesichert und siebzehn afrikanischen und karibischen Ländern die Unabhängigkeit angeboten. Aber der Krieg ging weiter.
De Beauvoir und Sartre waren von Anfang an gegen den Krieg. Zweimal war die Temps Modernes beschlagnahmt worden, weil sie angeblich „aufrührerische“ Artikel veröffentlichte. Die Büroräume der Zeitung wurden durchsucht und Francis Jeanson inhaftiert, weil er seine Sympathie für die FLN zu deutlich gemacht hatte.
Von Soldaten erhielten die Publizisten der Temps Modernes Augenzeugenberichte über Folterungen, Plünderungen und nächtliche Massaker. Als Sartre zu einer Protestaktion aufrief, wurde de Beauvoir von einem Polizeikommissar bedroht.

### Reise nach Kuba

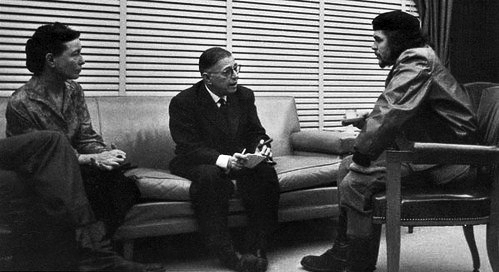
Simone de Beauvoir und Jean-Paul Sartre im Gespräch mit Che Guevara in Kuba, 1960

Sartre hatte einen Vertrag mit dem France-Soir, für den er eine Artikelserie über das neue Kuba schreiben sollte. De Beauvoir und Sartre trafen sich privat mit Che Guevara, machten mit Castro eine Rundfahrt auf der Insel und führten mehrere Gespräche. De Beauvoir, Sartre und Castro nahmen an der Beerdigung der ersten Opfer der gegen Castro gerichteten Bombensabotage teil. Von Havanna flogen de Beauvoir und Sartre zunächst nach New York weiter, bevor sie nach Paris zurückkehrten.
Der Algerien-Krieg war immer noch nicht zu Ende. Die algerischen pieds-noirs hatten auf de Gaulles Selbstbestimmungsangebot mit Straßenbarrikaden in Algier geantwortet. De Beauvoir schrieb einen Artikel in Le Monde über die Folterungen in Algier und gründete mit ihrer Anwältin Gisèle Halimi ein Komitee zur Verteidigung des Mädchens Djamila Boupachas, eines der Opfer aus Algier. Diese Kampagne wurde von Françoise Sagan in L’Express unterstützt. Durch die Veröffentlichung des Buches Gisèle Halimis Djamila Boupacha wurde auch Simone de Beauvoir zur Zielscheibe der Terroristen. Eigentlich wollte sie nur ein Vorwort zu dem Buch schreiben, trat aber schließlich als Co-Autorin auf, um die Verantwortung gegenüber der Justiz mit Halimi zu teilen. Im Jahr 1971 war sie neben Gisèle Halimi eine der Mitgründerinnen des Vereins Choisir la cause des femmes, dessen erste Präsidentin sie bis 1981 war.
Am 18. März 1962 unterzeichneten Abgesandte Frankreichs und die Exilregierung der Republik Algerien das Abkommen von Évian, durch das der Algerienkrieg beendet wurde.

### Rom
Die italienische Hauptstadt wurde de Beauvoir und Sartre zur zweiten Heimat. Sie verbrachten vier Monate im Jahr in Rom, gewöhnlich wohnten sie in einem Doppelzimmer in der Albergo Nazionale an der Piazza di Monte Citorio. Manchmal aßen sie bei Carlo Levi und trafen hin und wieder den Führer der kommunistischen Partei Italiens, Palmiro Togliatti. Carlo Levi stellte hier de Beauvoir und Sartre Alberto Moravia vor.

### Letzte Jahre

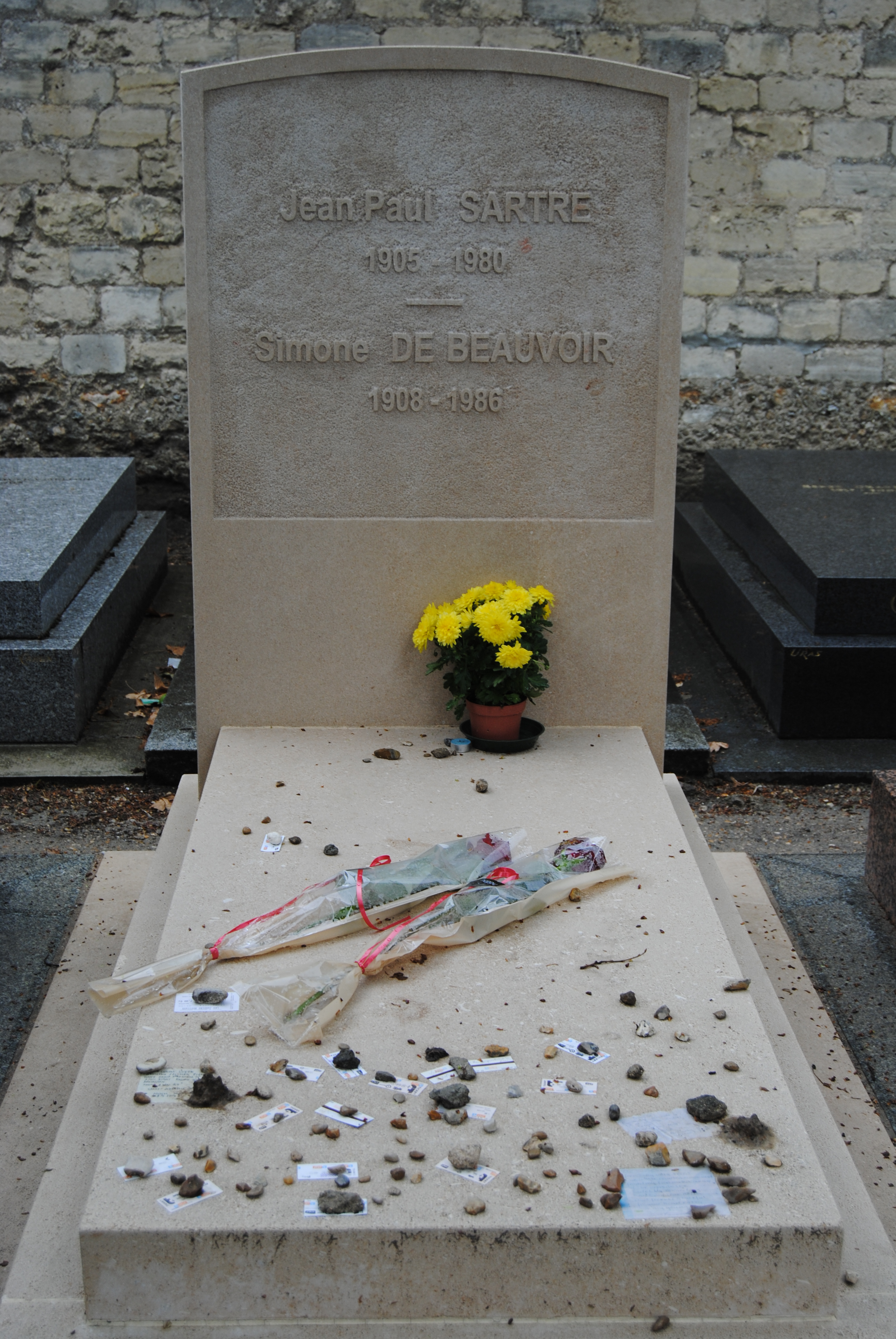
Grabstein von Jean-Paul Sartre und Simone de Beauvoir am Cimetière Montparnasse (2014)

De Beauvoir pflegte ihren Lebensgefährten Sartre während seiner langen Krankheit bis zu seinem Tod im Jahr 1980. In diesem Jahr adoptierte sie die Philosophielehrerin Sylvie Le Bon, um ihren Nachlass zu regeln. 1981 veröffentlichte sie Die Zeremonie des Abschieds (La Cérémonie des adieux), einen schmerzhaften Rückblick auf die letzten Jahre des Lebens Sartres. Simone de Beauvoir starb am 14. April 1986 und wurde auf dem Cimetière du Montparnasse in Paris neben Jean Paul Sartre begraben.

## Unterstützung der Entkriminalisierung der Pädophilie
1977 unterschrieb de Beauvoir einen Appell zur Entkriminalisierung der Pädophilie, der in den Zeitungen Libération und Le Monde erschien. Anlass war der Prozess gegen drei Männer, die wegen Unzucht mit zwölfjährigen Jungen und Mädchen strafrechtlich verurteilt wurden. Initiator des Appells war der Schriftsteller und führendes Mitglied der Pädophilenbewegung Gabriel Matzneff. De Beauvoirs Unterstützung der „Pro-Pädophilen-Petition“ erregt auch posthum internationale Aufmerksamkeit und Kritik. Zu den Unterzeichnern des Schreibens zählten etwa sechzig prominente Vertreter des Kulturbetriebs, darunter Jean-Paul Sartre, Gilles Deleuze, Guy Hocquenghem, Louis Aragon, Roland Barthes, Philippe Sollers und der spätere Kulturminister Jack Lang. Eine Studie von Gerhard Schreiber zur sexualisierten Gewalt zählt die Mitunterzeichner zu den Reihen der „Aktivisten und Unterstützer[] der Pädophilenbewegung“.
Die jüngere Forschung zur Biographie de Beauvoirs melden schwere Bedenken im Hinblick auf ihr sexuelles Verhalten gegenüber minderjährigen Mädchen. Kate Kirkpatrick benennt in ihrer Biographie mindestens eine sexuelle Intimität zwischen de Beauvoir und einer ihrer minderjährigen ehemaligen Studentinnen, an der auch Sartre aktiv beteiligt gewesen sein soll. Die Analysen der israelischen Rechtswissenschaftlerin Shulamit Almog konstatieren, dass nach heutigen Maßstäben die Handlungen von de Beauvoir und Sartre „unter den Verdacht der sexuellen Belästigung“ stehen.

## Werk
Die Werke Hegels und die von Sören Kierkegaard, der den Willen über die Vernunft stellte und forderte, dass niemand in der Auseinandersetzung mit dem Menschen zu wissenschaftlich vorgehen dürfe, beeinflussten Simone de Beauvoirs Denken. Die Wissenschaft, die sich mit allgemeinen Erscheinungen befasst, kann Dinge nur von außen her beleuchten, sagte Kierkegaard. Ihre philosophischen Werke verbinden sich stark mit dem Sartreschen Existentialismus. Simone de Beauvoir gilt auch als eine der Begründerinnen des Feminismus nach 1968.
Nach dem Tod von Simone de Beauvoir schrieb die US-amerikanische Feministin Kate Millett: De Beauvoir war immer wieder heftigen Anfeindungen ausgesetzt. Neben der zu erwartenden Kritik aus dem bürgerlich-konservativen Lager, legte sie sich auch mit der Linken an, weil sie (vor allem in späteren Jahren) davon überzeugt war, dass sich die Unterdrückung der Frau nicht automatisch im Kommunismus auflösen werde. Auch von Feministinnen wurde sie angegriffen. Im Zentrum der Kritik standen dabei meist ihre Beschreibungen des weiblichen Körpers und ihre „Entmystifizierung“ der Mutterschaft.

„Wenn man uns sagt: ‚Immer schön Frau bleiben, überlasst uns nur all diese lästigen Sachen wie Macht, Ehre, Karrieren, seid zufrieden, dass ihr so seid: erdverbunden, befasst mit den menschlichen Aufgaben …‘ Wenn man uns das sagt, sollten wir auf der Hut sein!“

Simone de Beauvoirs erster Roman Sie kam und blieb, geschrieben in den Kriegsjahren 1938 bis 1941, wie auch die folgenden Romane Das Blut der anderen und Alle Menschen sind sterblich gelten als ihre existentialistischen Romane, in denen Figuren und Handlungen Träger moralischer und philosophischer Fragen sind. Theorien wie die des englischen Philosophenpaares Kate und Edward Fullbrook in ihrem 2008 in London erschienenen Buch Sex and Philosophy: Rethinking de Beauvoir and Sartre, gehen – nicht zuletzt nach genauem Studium der spät veröffentlichten Briefe von de Beauvoir und Sartre aus dieser Zeit – davon aus, dass de Beauvoir den Sartreschen Existentialismus vorausgedacht hat, nur eben nicht abstrakt, sondern eingebunden in Literatur. Als einer der Belege für diese These gilt die folgende Eingangsszene des Romans Sie kam und blieb:

„Ich bin da, mein Herz schlägt.“

### „Sie kam und blieb“
Bereits bei diesem ersten veröffentlichten Roman Sie kam und blieb hat de Beauvoir ihren Ton gefunden: einen sprachlich uneitlen, dicht an der gesprochenen Sprache orientierten, auf Information und Kommunikation zielenden Stil. Die junge Autorin ist, nach eigener Aussage, unter anderen von Hemingway beeinflusst und teilt über ihre Methode in den Memoiren mit:

„Meine Helden wissen nichts über den Augenblick hinaus, und so erscheinen die Episoden oft so rätselhaft wie in einem guten Roman von Agatha Christie.“

Dass das Buch stark autobiographisch geprägt ist, war für ihr direktes Umfeld schon bei Erscheinen unschwer zu entschlüsseln. Für die breite Öffentlichkeit erschlossen sich die realen Bezüge erst posthum, nach der Veröffentlichung der Briefe der beiden Protagonisten.

### „Das Blut der anderen“
De Beauvoir versuchte, den Begriff des „Anderen“ in neuen Romanen auszudrücken, wie in Le Sang des Autres (Das Blut der anderen). „Mein neuer Held, Jean Blomart, bestand nicht, wie Françoise in Sie kam und blieb, darauf, der einzige fühlende Mensch in der Begegnung mit anderen zu sein.“ schrieb de Beauvoir in ihrem Werk In den besten Jahren. Der Held dieses Romans, Jean Blomart, weigert sich, für sie ein bloßes Objekt zu sein, in ihre Existenzen mit der brutalen Undurchsichtigkeit eines leblosen Dinges einzugreifen. Die Heldin des Buches war diesmal eine sterbende Frau, Hélène. Ursprünglich hatte de Beauvoir nicht geplant, Hélène und Blomart mit der Résistance in Verbindung zu bringen, aber als sie im Oktober 1943 ihren Roman begann, wurde ihr klar, dass Attentate und Vergeltungsmaßnahmen dem zugrunde liegenden Thema mehr Zusammenhang und ein in die Zukunft gerichtetes Moment geben würden. 1945, als das Buch veröffentlicht wurde, nannte man es ein „Buch der Résistance“.

### „Alle Menschen sind sterblich“
Während Blomart in Das Blut der anderen ein Mann von großem Verantwortungsbewusstsein war, spiegelte ihr Held in Alle Menschen sind sterblich, das im XVI. Jahrhundert spielt, ein pessimistisches Bild der Ohnmacht und der Sinnlosigkeit des menschlichen Lebens wider. Die Hauptgestalt des Romans ist Fosca, ein italienischer Adliger, der einen Zaubertrank zu sich nimmt, der ihn unsterblich macht. De Beauvoir wollte damit nachweisen, dass die Unsterblichkeit bedeutungslos wäre, weil jedem Individuum damit der Lebenssinn und die Hoffnung genommen wären. Das Buch ist eine düstere Beschreibung des ausgehenden Mittelalters mit seinen verheerenden Kriegen, seinen Rebellionen und Massakern.
Es spiegelt die Meinung de Beauvoirs nach dem Krieg wider, dass der Tod der meisten oder auch aller Kämpfer der Résistance, wenn auch nicht ganz umsonst, so doch sehr unbedeutend für die weitere geschichtliche Entwicklung gewesen war. Die einzige Hoffnung war, dass diese verlorenen Leben ihren Sinn in sich selbst getragen hatten. Die Erinnerung der Lebenden an die Opfer war kurzlebig. Als Gegengewicht zu Fosca schuf de Beauvoir Régine, die versucht, sein unsterbliches Herz zu erobern, um so auch ein Stück Einzigartigkeit und Unsterblichkeit zu gewinnen. Aber auch das schlägt fehl. Alle ihre Handlungen und Tugenden bemänteln lediglich ihre absurden, existentiellen Anstrengungen, die mit denen aller anderen identisch sind. Mit Entsetzen sieht sie, wie ihr Leben zu einer Komödie wird, und versinkt im Wahnsinn.

### „Das andere Geschlecht“
Am bekanntesten wurde jedoch – neben ihrer mehrbändigen Autobiographie – ihre Studie über die Rolle der Frau in Das andere Geschlecht, erschienen 1951 (Original Le Deuxième Sexe, 1949): Darin wies sie eingehend auf die Unterdrückung der Frau im Patriarchat hin und schuf eine der theoretischen Grundlagen für die erstarkende neue Frauenbewegung.
In diesem Werk vertritt sie die These, dass die Unterdrückung der Frau gesellschaftlich bedingt sei. Für sie existiert keine irgendwie geartete Essenz der Frau:

« On ne naît pas femme, on le devient. »

„Man ist nicht als Frau geboren, man wird es.“

De Beauvoir sagt in diesem Werk auch, dass Frauen von den Männern zum „Anderen Geschlecht“ gemacht worden seien. Dies bedeutet in der existentialistischen Terminologie de Beauvoirs, dass sich der Mann als das Absolute, das Essentielle, das Subjekt setzt, während der Frau die Rolle des Anderen, des Objekts zugewiesen wird. Sie wird immer in Abhängigkeit vom Mann definiert. Deshalb hat sie mit stärkeren Konflikten zu kämpfen als der Mann. Wenn sie ihrer „Weiblichkeit“ gerecht werden will, muss sie sich mit einer passiven Rolle begnügen, dies steht aber ihrem Wunsch entgegen, sich als freies Subjekt durch Aktivität selbst zu entwerfen.
De Beauvoir präsentiert eine äußerst komplexe Analyse der Lage der Frau. Sie diskutiert biologische, psychoanalytische und historische „Fakten und Mythen“ (so der Titel des ersten Teils) und die „gelebte Erfahrung“ der Frau. Stark beeinflusst von Jean-Paul Sartres und Maurice Merleau-Pontys existentialistischer Phänomenologie geht sie davon aus, dass keine wissenschaftliche Betrachtung „die Frau“ erklären kann. Nur die individuelle Erfahrung hält sie für ausschlaggebend.
Sie hat viele der späteren Diskussionen im Feminismus beeinflusst und angestoßen und war wegbereitend für die Gender Studies.

„Wer hätte je ein Buch geschrieben, das das Schicksal aller Menschen verändern würde? Es wird Zeit brauchen, voll und ganz zu ermessen, welche Auswirkungen Das andere Geschlecht auf die Sozialgeschichte gehabt hat, auf das Privatleben, das Alltagsbewusstsein und die Wahrnehmung.“

Das andere Geschlecht erschien zwischen zwei Frauenbewegungen (der der ersten Welle bis zum Ersten Weltkrieg und der der zweiten ab 1970) und steht in der Tradition von Feministinnen wie Olympe de Gouges (1748–1793), Mary Wollstonecraft (1759–1797) oder Virginia Woolf (1882–1941), auf die Beauvoir sich auch beruft, und es geht weit darüber hinaus. Beauvoirs umfassende kulturgeschichtliche und soziologische Abhandlung der Lage der Frauen in einer von Männern dominierten Welt ist ein radikaler und visionärer Beitrag zur Emanzipation der Frauen im 20. Jahrhundert.
Das andere Geschlecht ist im Wesentlichen eine dialektisch-materialistische Studie des Daseins der Frau. Es erklärt die Frau nicht als ein geheimnisvolles Wesen, sondern unter dem Gesichtspunkt ihrer gesellschaftlichen und wirtschaftlichen Situation. De Beauvoir sagt darin, dass es eine Versklavung der Frau und ihre Befreiung daraus gebe und dass sie die Folgen ihrer wirtschaftlichen Abhängigkeit und wirtschaftlichen Emanzipation seien.

### „Die Mandarins von Paris“
Der 1954 veröffentlichte Roman wurde zum bis dahin größten literarischen Erfolg von Simone de Beauvoir. Sie erhielt den renommierten Prix Goncourt und nannte die Reaktionen von Publikum und Kritik einen „Traum“, der sich erfüllt habe.
Das Buch gilt als Schlüsselroman zur Situation der Linksintellektuellen im Nachkriegs-Frankreich. Die Nationalsozialisten, der gemeinsame Feind, der zuvor alle geeint hatte, waren besiegt. Die Linke splitterte sich auf in unterschiedliche bis feindliche Fraktionen. Über den Kommunismus war längst der Schatten des Stalinismus gefallen, das von Sartre mitbegründete Rassemblement Démocratique Révolutionnaire ging rasch zugrunde, und es stellte sich nun die Frage nach der ganz persönlichen Verantwortung sowie einem sinnvollen kollektiven politischen Engagement.
De Beauvoir entwickelte in diesem Roman ihren expressionistisch geprägten Stil fort. Ihre literarische Sprache unterscheidet sich kaum von der in den Briefen und Tagebüchern. In dem Roman-Paar Anne und Robert Dubreuilh sind unschwer de Beauvoir und Sartre zu erkennen, auch wenn die Figuren selbstverständlich nicht deckungsgleich sind mit den realen Personen. Die Tochter der beiden, Nadine, scheint die Summe der „immanenten“ jungen Frauen zu sein, die das Paar im Leben umschwirren.

### „Die Welt der schönen Bilder“
Das Buch spielt nicht wie alle anderen im Intellektuellen-, sondern im Nouveaux-Riches-Milieu von Paris. Ihr zentrales Thema ist ein in den sechziger Jahren aufkommender – und sich 1968 virulent bahnbrechender – Konflikt: das Unbehagen am steigenden Materialismus und die sich vergrößernde Kluft zwischen Arm und Reich – bei gleichzeitigem Verlust aller Werte.
De Beauvoir thematisiert hier nicht nur ihre Kritik an Konsumhörigkeit und Konformismus, sondern auch die bittere Erkenntnis, dass die Müttergeneration nicht mehr zu retten ist – der Kampf um die Töchter sich jedoch lohnt.

### Memoiren
Simone de Beauvoir veröffentlichte fünf Bücher als ihre Memoiren, in denen sie etliche Namen veränderte. Die meisten Personen, die hinter diesen Namen stehen, ließen sich später identifizieren.

#### „Memoiren einer Tochter aus gutem Hause“
De Beauvoir schildert minutiös, wie das am 9. Januar 1908 in Paris geborene kleine Mädchen zu der jungen Frau wurde, die sie war – und was die erwachsene Frau daraus gemacht hat. Ihre Erinnerungen sind bilderreich, sinnlich und leidenschaftlich. Dieser erste Teil der Memoiren endet mit dem Tod der Freundin, der Begegnung mit Sartre – und dem Schreiben ihres ersten Romans. Zaza, die beste Freundin, zerbricht an der Halbherzigkeit, der „mauvaise foi“ (Unaufrichtigkeit) ihrer Umwelt, der Klassenarroganz ihrer Familie und am Frauwerden.

#### „In den besten Jahren“
In diesem 1960 erschienenen zweiten Memoiren-Band geht es um die Jahre 1929–1944, bis zur Befreiung von Paris, also die Zeit, die auch in Sie kam und blieb sowie in ihren Briefen an Sartre im Zentrum steht.

#### „Der Lauf der Dinge“
1963 veröffentlichte Simone de Beauvoir ihren dritten Memoiren-Band. Er beginnt mit der Befreiung von Paris. Des Weiteren schildert sie darin die Reaktionen auf Das andere Geschlecht, das ausgerechnet in den Monaten erschien, in denen Nelson Algren sie in Paris besuchte. Die Aggressionen auf der Straße oder in den Cafés und Restaurants gegen die Autorin des skandalösen Buches waren äußerst lästig, sodass de Beauvoir mit Algren Paris verließ. Wie im zweiten Band ihrer Memoiren, findet sich Wichtiges neben Unwichtigem, eindringliche Schilderungen der gesellschaftlichen Zustände neben privaten Anekdoten. Einen großen Raum in dem Buch nehmen Reisebeschreibungen ein, die teilweise dermaßen detailverliebt sind, dass sie zwar einerseits unprätentiös erscheinen, sich andererseits aber auch zu wichtig nehmen. Diese Art, sich selbst darzustellen, war einer der Gründe, warum die Reaktionen auf ihre Memoirenbände bei den Kritikern (im Gegensatz zur großen Mehrheit der Leser und Leserinnen) nicht durchweg positiv waren.

#### „Alles in allem“
In diesem vierten Memoiren-Band schildert Simone de Beauvoir ihr Leben in den Jahren von 1962 bis 1972, vom Ende des Algerienkrieges bis zum Beginn der Frauenbewegung.

#### „Die Zeremonie des Abschieds“
Der fünfte und letzte Band ihrer Memoiren umfasst die letzten zehn Jahre mit Sartre. Dieses Buch enthält neben den Schilderungen des Krankheitsverlaufs Gespräche mit Jean-Paul Sartre, August – September 1974.

## Publikationen

### Romane
- L’Invitée – 1943 (Sie kam und blieb, dt. 1953, übersetzt von Eva Rechel-Mertens), Rowohlt Taschenbuch Verlag, Reinbek 2004, ISBN 3-499-23830-6.
- Le sang des autres – 1945 (Das Blut der anderen, dt. 1963), Rowohlt Tb., ISBN 3-499-10545-4.
- Tous les hommes sont mortels. – 1946 (Alle Menschen sind sterblich, dt. 1949), Rowohlt Tb., 35. Aufl. (April 2004), ISBN 3-499-11302-3.
- Les Mandarins (Die Mandarins von Paris) – 1954 – prix Goncourt, Rowohlt Taschenbuch Verlag, Reinbek 2002, ISBN 3-499-10761-9.
- Les belles images (Die Welt der schönen Bilder) – 1966, Übersetzt von Hermann Stiehl, Rowohlt Taschenbuch Verlag, Reinbek 1999, ISBN 3-499-11433-X.

postum
- Les inséparables (Die Unzertrennlichen) – 2020, übersetzt von Amelie Thoma, Rowohlt, Hamburg 2021, ISBN 978-3-498-00225-1.

### Erzählungen, Novellen
- Quand prime le spirituel – 1979 (Marcelle, Chantal, Lisa …, aus dem Jahre 1936)[67]
- La femme rompue, suivi de Monologue et de L’âge de discrétion – 1968 (Eine gebrochene Frau) Rowohlt Tb., 31., Aufl. (September 2004), ISBN 3-499-11489-5.

### Essays
- Pyrrhus et Cinéas (1944)
- Pour une morale de l’ambiguïté (1947)
- L’Existentialisme et la Sagesse des nations (1948)
- Le Deuxième Sexe (1949), (Das andere Geschlecht) Übersetzt von Uli Aumüller, Grete Osterwald, Rowohlt Taschenbuch Verlag August 2000, ISBN 3-499-22785-1.
- Privilèges (dt. Soll man de Sade verbrennen?, Auge um Auge) (1955)[67]
- La Longue Marche (1957)[67] (China. Das weitgesteckte Ziel. Jahrtausende – Jahrzehnte. Aus dem Französischen übertragen von Karin von Schab und Hanns Studnicka, Rowohlt, Reinbek b. Hamburg 1960)
- Das Alter – (Original: La Vieillesse, 1970, 608 Seiten, Gallimard, Paris. Engl: The Coming of Age, Putnam’s Sons, Great Britain, 1972), Rowohlt, 2000. Dt. von Anjuta Aigner-Dünnwald und Ruth Henry, ISBN 3-499-22749-5.

### Memoiren und Erinnerungen
- Mémoires d’une jeune fille rangée (Memoiren einer Tochter aus gutem Hause) (1958) Rowohlt Tb., 39. Aufl. (Januar 2005), ISBN 3-499-11066-0.
- La Force de l’âge (In den besten Jahren) (1960) Rowohlt Tb., 30. Auflage (1. Januar 1969), ISBN 3-499-11112-8.
- La Force des choses (Der Lauf der Dinge) (1963) Rowohlt Tb., 24. Auflage (1. Februar 1970), ISBN 3-499-11250-7.
- Une mort très douce (Ein sanfter Tod) (1964) Rowohlt Tb., 32. Auflage (1. Februar 1968), ISBN 3-499-11016-4.
- Tout compte fait (Alles in allem, 1972), Rowohlt Tb. (25. Juni 1976), ISBN 3-499-11976-5.
- La Cérémonie des adieux (1981, Abschied von J P Sartre) Die Zeremonie des Abschieds und Gespräche mit Jean-Paul Sartre: August–September 1974 Rowohlt Tb., 1. Auflage (1983), ISBN 3-499-15747-0.

### Reisebericht
- L’Amerique au jour le jour, (Amerika Tag und Nacht) (1950) Rowohlt Verlag Hamburg. Reisetagebuch vom 25. Januar – 20. Mai 1947, mit eigenem Vorwort

### Theater
- Les Bouches inutiles (Die unnützen Mäuler) (1945)

### Postum veröffentlichte Briefe
- Lettres à Sartre (Briefe an Sartre) (1990), herausgegeben von Sylvie Le Bon de Beauvoir; Rowohlt Taschenbuch Verlag, Reinbek 1997, ISBN 3-499-22372-4.
- Lettres à Nelson Algren (Eine transatlantische Liebe. Briefe an Nelson Algren), herausgegeben von Sylvie Le Bon de Beauvoir, aus dem Englischen von Judith Klein; Rowohlt Verlag, Reinbek 1997, ISBN 3-499-23282-0.

## Preise und Ehrungen
- 1975 wurde de Beauvoir mit dem Jerusalempreis für die Freiheit des Individuums in der Gesellschaft ausgezeichnet
- 1978 bekam sie den österreichischen Staatspreis für europäische Literatur.[68]
- 1982 wird das Audiovisuelle Zentrum Simone-de-Beauvoir (centre audiovisuel Simone-de-Beauvoir) von Carole Roussopoulos, Delphine Seyrig und Ioana Wieder in Paris gegründet.
- 1983 wird ihr der Sonning-Preis der Universität Kopenhagen verliehen.
- 1991 wird der Venuskrater de Beauvoir nach ihr benannt.[69]
- 1989 wird der Asteroid (11385) Beauvoir nach ihr benannt.
- 2000 wird die place Jean-Paul-Sartres-et-Simone-de-Beauvoir im 6. Arrondissement von Paris an der Kreuzung des Boulevard St. Germain, der rue de Rennes und der place Saint-Germain-des-Près eröffnet.
- 2006 wird die Passerelle Simone-de-Beauvoir zwischen dem 12. und 13. Arrondissement in Paris eröffnet.
- 2008 wird der Preis Simone-de-Beauvoir für die Freiheit der Frauen gegründet.
- 2021 bringt La Poste eine Briefmarke nach ihrem Abbild heraus.[70]

## Filmografie
- 1974: Simone de Beauvoir live. Ein Filmporträt von Alice Schwarzer – Dokumentarfilm[71]
- 2006: Der Liebespakt: Simone de Beauvoir und Sartre (Les amants du Flore) – Spielfilm[72]
- 2007: Simone de Beauvoir – Eine moderne Frau (Simone de Beauvoir, une femme actuelle) – Dokumentarfilm[73]
- 2013: Violette – Spielfilm